# Municipio de Mason City
El municipio de Mason City (en inglés: Mason City Township) es un municipio ubicado en el condado de Mason en el estado estadounidense de Illinois. En el año 2010 tenía una población de 2633 habitantes y una densidad poblacional de 28,63 personas por km².

## Geografía
El municipio de Mason City se encuentra ubicado en las coordenadas 40°11′10″N 89°39′38″O / 40.18611, -89.66056. Según la Oficina del Censo de los Estados Unidos, el municipio tiene una superficie total de 91.97 km², de la cual 91,73 km² corresponden a tierra firme y (0,26 %) 0,24 km² es agua.

## Demografía
Según el censo de 2010, había 2633 personas residiendo en el municipio de Mason City. La densidad de población era de 28,63 hab./km². De los 2633 habitantes, el municipio de Mason City estaba compuesto por el 98,33 % blancos, el 0,38 % eran afroamericanos, el 0,11 % eran amerindios, el 0,11 % eran asiáticos, el 0,27 % eran de otras razas y el 0,8 % eran de una mezcla de razas. Del total de la población el 1,18 % eran hispanos o latinos de cualquier raza.